# لادو اودیشویلی
لادو اودیشویلی (گرجی: ლადო ოდიშვილი؛ زادهٔ ۲۸ مهٔ ۲۰۰۳) بازیکن فوتبال اهل گرجستان است که در حال حاضر برای تلاوی در پست مدافع بازی می‌کند.
وی همچنین در تیم‌های ملی فوتبال زیر ۱۹ سال گرجستان، زیر ۲۰ سال گرجستان و زیر ۲۱ سال گرجستان بازی کرده است.

## دوران باشگاهی
لادو اودیشویلی از محصولات آکادمی جوانان لوکوموتیو تفلیس است. او پیش از ارتقاء به تیم دوم لوکوموتیو، در رقابت‌های لیگ طلایی زیر ۱۵ سال گرجستان بازی کرد.
در اوایل مارس ۲۰۲۳، باشگاه ایلانکا ژپین از لیگ چهارم لهستان، خبر امضای قرارداد با اودیشویلی را اعلام کرد. اودیشویلی در دومین بازی‌اش برای این تیم، در پیروزی ۳–۱ خارج از خانه برابر «سلولوزا کوستژن ناد اودرون» گلزنی کرد و اندکی بعد دو گل دیگر نیز به ثمر رساند.
در فوریهٔ ۲۰۲۴، اودیشویلی یکی از یازده بازیکن تازه‌وارد باشگاه تلاوی در لیگ عالی گرجستان بود. او در ۲ مارس ۲۰۲۴ در دیدار برابر ایبریا ۱۹۹۹ برای نخستین بار در لیگ دسته اول به میدان رفت، و در همان فصل نخست، با انجام ۲۹ بازی لیگ، جایگاه ثابتی در ترکیب تیم به‌دست آورد.

## دوران ملی
اودیشویلی نخستین‌بار در سپتامبر ۲۰۲۱ توسط سرمربی واسیل مایسورادزه به تیم ملی زیر ۱۹ سال گرجستان برای دو دیدار دوستانه برابر استونی دعوت شد.
در ۸ ژوئن ۲۰۲۴، اودیشویلی در دیداری دوستانه از ردهٔ زیر ۲۰ سال برابر قزاقستان شرکت کرد و تنها بازیکن گرجی بود که کل مسابقه را بازی کرد. سه ماه بعد، او به تیم زیر ۲۱ سال گرجستان برای مرحلهٔ مقدماتی قهرمانی زیر ۲۱ سال اروپا ۲۰۲۵ پیوست. اودیشویلی نخستین بازی خود را در ۹ سپتامبر برابر هلند به‌عنوان بازیکن تعویضی انجام داد.
با صعود تیم گرجستان به مرحلهٔ نهایی قهرمانی زیر ۲۱ سال اروپا ۲۰۲۵ پس از پیروزی در پلی‌آف مقابل کرواسی، اودیشویلی در ژوئن ۲۰۲۵ از سوی سرمربی راماز سوانادزه در فهرست نهایی ۲۳ نفره تیم قرار گرفت.